# Анбех, Сьюзан
Сью́зан Анбе́х (англ. Suzan Anbeh; род. 18 марта 1970 года, Оберхаузен, ФРГ) — немецкая киноактриса.

## Биография
Сьюзан Анбех родилась 18 марта 1970 года в Оберхаузене (ФРГ) в семье иранского и французского происхождения.

### Карьера
Сьюзан дебютировала в кино в 1993 году, исполнив роль Берил в фильме «Мужчина в доме». Спустя некоторое время Лоуренс Кэздан предложил ей сняться в комедийной мелодраме «Французский поцелуй». В 1996 году Анбех получила эпизодическую роль в кинофильме «Один прекрасный день». Всего же она сыграла в 57-ми фильмах и телесериалах.

### Личная жизнь
До 2008 года Сьюзан состояла в фактическом браке с австрийским актёром Бернардом Шайром (род. 1963). У бывшей пары есть ребёнок (род. 2000).

## Избранная фильмография
| Год  |   | Русское название     | Оригинальное название | Роль                     |
| ---- | - | -------------------- | --------------------- | ------------------------ |
| 1993 | ф | Мужчина в доме       | L'homme de la maison  | Берил                    |
| 1995 | ф | Французский поцелуй  | French Kiss           | Джульетта                |
| 1996 | ф | Один прекрасный день | One Fine Day          | имя персонажа неизвестно |
| 2008 | с | Спецотряд «Кобра 11» | Alarm für Cobra 11    | Таня Бранд               |
| 2012 | с | Последний бык        | Der letzte Bulle      | Кристина Вегнер          |
| 2014 | с | Место преступления   | Tatort                | Наташа Кляйн             |